# Злински крај
Злински крај (чеш. Zlínský kraj) је један од 13 чешких крајева, највиших подручних управних јединица у Чешкој Републици. Управно седиште краја је град Злин, а други већи градови на подручју овог краја су Кромјержиж и Всетин.
Површина краја је 3.964 км², а по процени са почетка 2009. године. Злински крај има 590.706 становника.

## Положај
Злински крај је смештен у источном делу Чешке и погранични је на истоку.
Са других страна њега окружују:
- ка северу: Моравско-Шлески крај
- ка истоку: Словачка
- ка југу: Јужноморавски крај
- ка западу: Оломоучки крај

## Природни услови
Злински крај припада историјској покрајини Моравској. Крај обухвата заталасано подручје у средишњем делу слива реке Мораве у свом западном делу. У источном делу краја издиже се планински предео Карпата - планине Бели Карпати и Јаворник.

## Становништво
По последњој званичној процени са почетка 2009. године. Злински крај има 590.706 становника. Последњих година број становника опада.

## Подела на округе и важни градови

### Окрузи
Злински крај се дели на 4 округа (чеш. Okres):
1. Округ Всетин - седиште Всетин,
2. Округ Злин - седиште Злин,
3. Округ Кромјержиж - седиште Кромјержиж,
4. Округ Ухерско Храдиште - седиште Ухерско Храдиште.

### Градови
Већи градови на подручју краја су:
- Злин - 78.000 становника.
- Кромјержиж - 29.000 становника.
- Всетин - 28.000 становника.
- Валашки Мезиричи - 26.000 становника.
- Ухерско Храдиште - 26.000 ст.
- Отроковице - 19.000 становника.
- Ухерски Брод - 18.000 становника.
- Рожнов под Радхоштјем - 17.000 становника.
- Холешов - 12.000 становника.

## Додатно погледати
- Чешки крајеви
- Списак градова у Чешкој Републици